# Arkadiusz Łaszewicz
Arkadiusz Łaszewicz (ur. 23 grudnia 1916 w Dymitrowsku, zm. 2 października 1985 w Warszawie) – polski polityk, poseł na Sejm PRL I, III, IV, V i VI kadencji.

## Życiorys
Syn Michała i Antonii. Posiadał wykształcenie wyższe ekonomiczne. Należał do Komunistycznego Związku Młodzieży Polskiej, Komunistycznej Partii Zachodniej Białorusi, Komunistycznej Partii Polski oraz od 1944 do Polskiej Partii Robotniczej, z którą w 1948 przystąpił do Polskiej Zjednoczonej Partii Robotniczej.
W 1944 został naczelnikiem Urzędu Informacji i Propagandy w Białymstoku. Od 1947 do 1949, także w Białymstoku, był przewodniczącym Wojewódzkiej Komisji Kontroli Partyjnej kolejno PPR i PZPR. W latach 1949–1952 pełnił funkcję starszego instruktora w Centralnej KKP PZPR, której członkiem został w 1950. W latach 1952–1956 był I sekretarzem Komitetu Wojewódzkiego PZPR w Rzeszowie. Od kwietnia do grudnia 1956 był zastępcą Prokuratora Generalnego. W latach 1956–1971 pełnił funkcję I sekretarza KW PZPR w Białymstoku. Pełnił mandat posła na Sejm PRL w latach 1952–1956 i 1961–1976 (I, III, IV, V i VI kadencji). W latach 1959–1964 był zastępcą członka, a w latach 1964–1971 członkiem Komitetu Centralnego PZPR. Od 1971 do 1980 był członkiem Centralnej Komisji Rewizyjnej PZPR (od 1972 jako przewodniczący).
Pochowany z honorami 5 października 1985 na cmentarzu miejskim w Białymstoku (w grobie z żoną Tatianą, 1916–1983). W imieniu kierownictwa PZPR w pogrzebie uczestniczyli m.in. przewodniczący Centralnej Komisji Rewizyjnej PZPR Kazimierz Morawski oraz I sekretarz Komitetu Wojewódzkiego PZPR w Białymstoku Włodzimierz Kołodziejuk.

## Odznaczenia (wybrane)
- Krzyż Komandorski z Gwiazdą Orderu Odrodzenia Polski
- Krzyż Kawalerski Orderu Odrodzenia Polski (1946)[3]
- Order Sztandaru Pracy I klasy
- Order Sztandaru Pracy II klasy
- Odznaka 1000-lecia Państwa Polskiego (1966)[4]
- Medal pamiątkowy „Za zasługi dla Warszawskiego Okręgu Wojskowego” (1970)[5]